# Gounghin
Gounghin è un dipartimento del Burkina Faso classificato come comune, situato nella provincia  di Kouritenga, facente parte della Regione del Centro-Est.
Il dipartimento si compone del capoluogo e di altri 42 villaggi: Balgo-Zaoce, Belembaoghin, Belemboulghin, Bilanghin, Bonsin-Dagoule, Boundoudoum-Zougo, Dagbilin, Dakonsin, Dapelgo, Dimistenga, Donsin, Douamtenga, Gandeongo-Bogodin, Godin, Kabèga, Kabèga-Peulh, Kiegtougdou, Koabdin, Kontaga, Kougdo, Lezotenga, Mendrin-Tountoghin, Milimtenga, Mossi-Balgo, Nalanghin, Namoukouka, Niongretenga, Nioughin, Nondo, Nougbini, Ouédogo-Bokin, Oueffin, Pilorghin, Pissi-Zaoce, Sampaongo, Sankouissi, Sitenga, Teyogodin, Wenibankin, Wobzoughin, Yarkanré e Zaka.